# Capitulacions de Santa Fe
Les Capitulacions de Santa Fe és un document signat pels Reis Catòlics el 17 d'abril del 1492 a Santa Fe (Granada), sobre l'expedició marítima de Cristòfol Colom a les Índies per la ruta d'occident.
En aquests documents se'l nomena almirall, virrei i governador general de tots els territoris que descobrís o guanyés durant la seva vida, i alhora es nomena com a hereus els seus successors de forma vitalícia. També se li va concedir un delme sobre totes les mercaderies que trobés, guanyés i hi hagués als llocs conquerits. Les Capitulacions estan firmades per Joan de Coloma, secretari i home de confiança del rei Ferran.
L'original de les Capitulacions no es conserva. Actualment, però, a l'Arxiu de la Corona d'Aragó de Barcelona se'n troba un registre de la Cancelleria, dintre de la unitat Archivo Real (Real Cancillería), amb la signatura ARCHIVO DE LA CORONA DE ARAGÓN, REAL CANCILLERÍA, REGISTROS, NÚM.3569, als folis 135v-136v. A l'Arxiu General d'Índies de Sevilla se'n guarda també un testimoniatge autoritzat dintre de la unitat Patronato, amb la signatura PATRONATO,295,N.2, i un assentament en un registre cedulari a la unitat Indiferente General, amb la signatura INDIFERENTE,418,L.1,F.1R-1V. Els textos conservats són tots redactats en castellà.

## Història
Són ben conegudes les vicissituds que va passar Cristòfor Colom, primer a Lisboa, on va viure deu anys, i després per terres de Castella i de la Corona d'Aragó, tractant de vendre el seu projecte segons el qual, navegant cap a l'oest per la "Mar Oceànica" (avui l'oceà Atlàntic), podia arribar-se a l'Índia, donada la seva creença que la Terra era rodona com una bola. Els reis peninsulars no feien cabal de les idees del navegant, fins que Lluís de Santàngel i altres comerciants que van finançar el primer viatge de Colom van convèncer la reina castellana dels avantatges de l'anomenada "Empresa d'Índies".
Després de llargues negociacions entre Colom i els Reis Catòlics, es va firmar un document a la vila de Santa Fe. Santa Fe era una població fundada sobre el campament que la reina Isabel havia establert com a quarter general per a la conquesta de Granada, i les Capitulacions es van firmar en els últims temps del setge a la ciutat, l'abril del 1492, mesos abans de la partida del primer viatge colombí. Per això, aquests acords es coneixen en la història com les Capitulacions de Santa Fe.
En aquella època s'anomenava "Capitulacions" el contracte firmat entre els monarques amb particulars per emprendre determinades accions. D'aquesta manera, la conquesta dels nous territoris es faria mitjançant particulars, no amb exèrcits d'Estat. Amb el decurs dels anys, Amèrica es convertiria en l'esquer dels aventurers europeus que desitjaven emprendre viatges a la recerca de riqueses.

## Concessions a Colom
En les Capitulacions s'atorgaven a Colom els beneficis següents:
- El títol vitalici i hereditari d'Almirall dels mars.
- El títol de virrei i governador de les terres on arribés.
- El dret a rebre la desena part de totes les riqueses i mercaderies obtingudes en aquella empresa (el delme).
- Tenia autoritat per litigar en els problemes que s'originessin en qüestions de riqueses.
- Podia contribuir amb la vuitena part de les despeses de l'expedició, a canvi de rebre després una part similar dels beneficis obtinguts.

Amb aquests beneficis, Colom va aconseguir un ràpid ascens social, ja que va passar a formar part de la noblesa cortesana.
Les Capitulacions de Santa Fe van significar un repartiment anticipat entre Colom i els Reis Catòlics sobre els enormes beneficis que reportaria la conquesta dels nous territoris americans, concebuts en els seus primers anys com una factoria o empresa comercial d'ultramar.
| « | Primerament, que Vostres Alteses, com a Senyors que són de les dites Mars Oceàniques, fan des d'ara a l'esmentat senyor Cristòfor Colom el seu almirall en totes aquelles illes i terres fermes que per la seva mà o indústria es descobriran o guanyaran en les dites Mars Oceàniques durant tota la seva vida, i després de mort, als seus hereus i successors de l'un a l'altre perpètuament, amb totes aquelles preeminències i prerrogatives pertanyents a tal ofici, i segons que el senyor Alfonso Enríquez, antic Almirall Major de Castella, i els altres predecessors seus en l'esmentat ofici, el tenien als seus districtes. .... Altressí que Vostres Alteses fan al susdit senyor Cristòfor el seu Virrei i Governador General en totes les esmentades terres fermes i illes que, com s'ha dit, ell descobrís o guanyés a les esmentades mars, i que per al regiment de cada una i de qualsevol d'elles faci l'elecció de tres persones per a cada ofici, i que Vostres Alteses en prenguin i n'escullin un, el que mes fos del seu servei, i així seran més ben regides les terres que Nostre Senyor li deixés trobar i guanyar al servei de Vostres Alteses. | » |

## Un document català
Les Capitulacions de Santa Fe, són un pacte o contracte entre els reis i Colom. El document és enregistrat i guardat a l'Arxiu Reial de Barcelona i la seva redacció segueix la tradició de la Cancelleria Reial Catalana. Del text de les Capitulacions amb relació a Colom diu que se'l nomena : Virrei, Almirall i Governador General, com a compensació del que ha descobert a la Mar Oceànica i el que descobrirà en el proper viatge. Els càrrecs rebuts són genuïnament catalans, en el cas del Virrei i del Governador General sense corresponent a Castella. En el cas de l'Almirall si bé sí que existeix a Castella, a la Corona d'Aragó aquesta figura era plenament vigent i desenvolupant la tasca que el seu nom indica.
Segons Vicens Vives a Castella l'any 1492 estaba mancada de la rica experiència de govern de la Corona d'Aragó i, per tant, trobant-se en la necessitat d'improvisar un règim administratiu i jurisdiccional per a la jove Amèrica van acudir a l'única font on podrien trobar-ho, és a dir a la complexa organització estatal que havien elaborat els reis del Casal de Barcelona.

## Desenvolupament
Les Capitulacions de Santa Fe foren copiades i ampliades en una seria de documents oficials emesos entre 1492 i 1497.
- Real privilegi del 30 d'abril de 1492
- Carta de confirmació del 28 de maig de 1493
- Carta de privilegi del 23 d'abril de 1497

Un cop els Reis Catòlics van veure la transcendència real que suposava el descobriment colombí, el seu abast i els seus possibles beneficis, els monarques van començar a ignorar sistemàticament bona part de les concessions inicials, i gradualment van anar retallant les demandes del descobridor i dels seus descendents. Finalment, després de diversos plets judicials, els hereus de Colom van renunciar, el 1556, a moltes de les concessions signades en les Capitulacions.